# Hellboy: Darkness Calls
Hellboy: Darkness Calls é uma revista em quadrinhos norte-americana criada por Mike Mignola e publicada pela editora Dark Horse Comics. O personagem principal é o super-herói Hellboy. O enredo é começo de uma trilogia de arcos de história produzida por Mike Mignola e o artista Duncan Fegredo, sendo sucedida por The Wild Hunt e The Storm and the Fury.
A editora Mythos publicou a saga no Brasil com o título O Clamor das Trevas em meados de 2008. A história, assim como suas sequências, serviu de inspiração para o reboot cinematográfico de 2019.